# SZ–75 Dvina
Az SZ–75 Dvina (NATO-kódja: SA–2 Guideline) az 1950-es években kifejlesztett szovjet közepes hatótávolságú légvédelmi rakétarendszer. Korszerűsített változata az SZ–75M Volhov. 1957-ben rendszeresítették a Szovjet Hadseregben. A hidegháború időszakának legelterjedtebb légvédelmi rendszere volt. A Magyar Néphadseregben az 1990-es évekig állt rendszerben.
Ez a rendszer először akkor szerzett hírnevet, amikor 1960-ban a Szovjetunió felett egy SZ–75 üteg lelőtt egy U–2 felderítő repülőgépet. Később az SZ–75 rendszert a vietnámi háború során az észak-vietnámi erők használták széles körben Hanoi és Haiphong védelmére. A rendszert Kína is gyártja HQ–1 és HQ–2 néven. Más országokban is olyan sok helyi változat készült, hogy mára már szinte lehetetlen kizárólag eredeti komponensekből álló SZ–75 rendszert találni.

## Története

### Fejlesztése

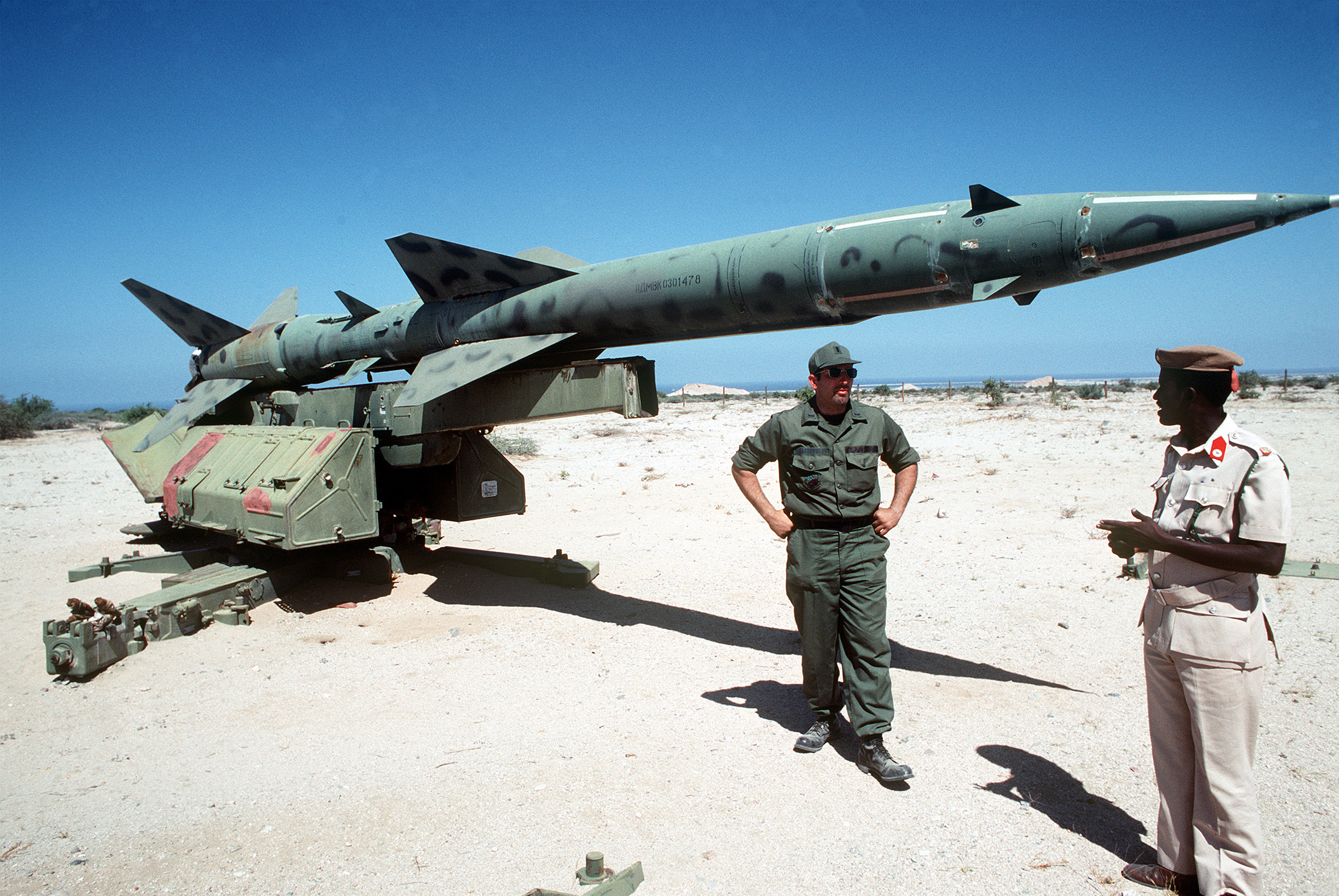
V–750 rakéta Szomáliföldön

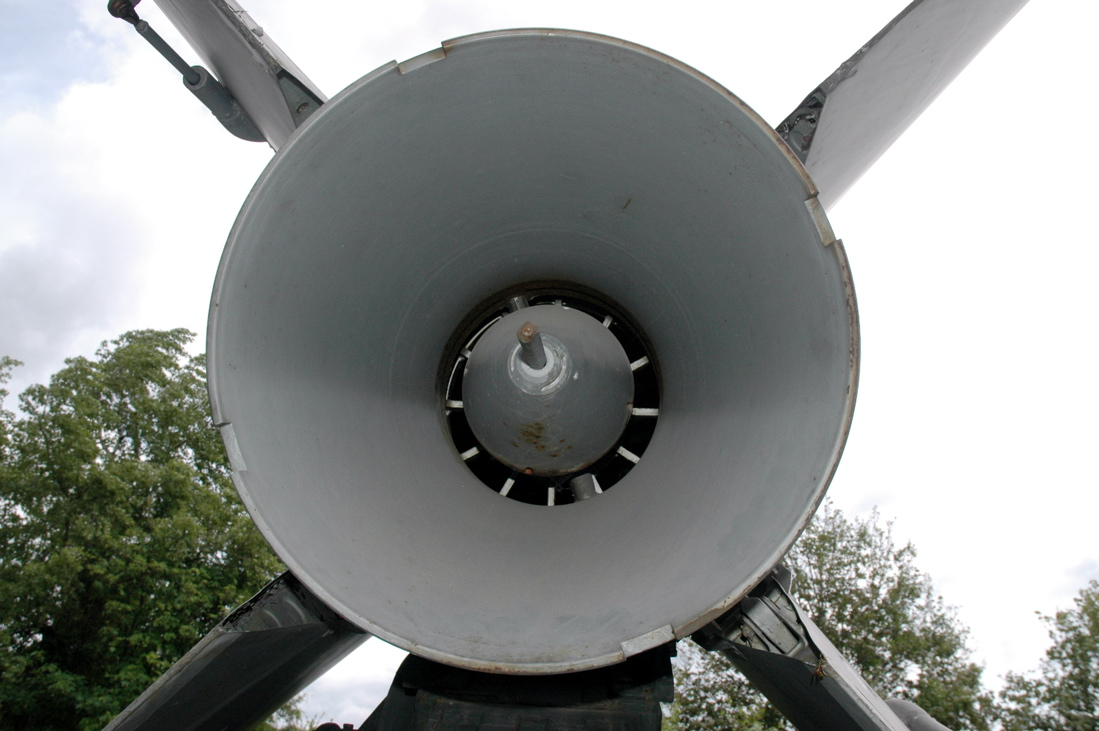
A V–750 szilárd hajtóanyagú rakéta fúvókája a zsámbéki légvédelmi múzeumból

Az 1950-es évek elején az Egyesült Államok Légiereje gyors ütemben fejlesztette a nukleáris fegyverek hordozására képes, nagy hatótávolságú sugárhajtású bombázóit. A légierős program eredményeként kifejlesztésre került Boeing B–47 Stratojet bombázók légi utántöltésre alkalmas változata, amelyek így mélyen a Szovjetunió belsejében is támadhattak célpontokat. A B–47-es fejlesztését gyorsan követte a Boeing B–52 Stratofortress, amely a B–47-nél nagyobb hatótávolságra és több hasznos teher szállítására volt képes. Ezen amerikai bombázók hatótávolsága, sebessége és bombaterhelése jelentős veszélyt jelentett a Szovjetunió számára az esetben, ha a két ország között háború törne ki.
A szovjetek ezért a légvédelmi rendszereik továbbfejlesztését kezdeményezték. Bár a szovjet légvédelmi erők nagy számban rendelkeztek légvédelmi tüzérséggel, többek között radar irányítású ütegekkel, azok nagy magasságban támadó sugárhajtású bombázókkal szembeni korlátai nyilvánvalóak voltak. Ezért a szovjet légvédelmi erők kezdték a második világháborús fegyverrendszereket leváltó rakétarendszerek fejlesztését.
1953-ban Pjotr Grusin irányítása alatt a Lavocskin tervezőiroda kezdte el az SZ–75 fejlesztését. A program egy nagyméretű, nagy magasságon és egyenesen repülő cél lelövésére képes rakéta fejlesztésére összpontosított, ezért a rakétának nem kellett nagyon mozgékonynak lennie, csupán gyorsnak és ellenállónak a zavarással szemben. A technológia kiforratlansága ellenére a rendszer fejlesztése gyorsan haladt, az első kísérleti rakétaindításokra már néhány évvel később került sor. 1957-ben a nagyközönség is megismerhette az SZ–75-öt, amikor a rakétarendszert bemutatták a május elsejei felvonuláson Moszkvában.

### Első telepítései
1957-ben beindult a rakétarendszer széles körű telepítése, amelyet az elkövetkező években számos rendszerbővítés követett. Az SZ–75-öt nem az SZ–25 Berkut helyettesítésére készítették, de a Moszkvát körülvevő légvédelmi gyűrűben számos légelhárító ágyút leváltott, többek között a 130 mm-es KS–30-at és 100 mm-es KS–19-et. 1958 és 1964 között az amerikai hírszerzés több mint 600 SZ–75 létesítményt azonosított a Szovjetunió területén. A létesítmények általában városok, ipari létesítmények és a kormányzati központok közelébe települtek. Ezen túl a szovjet belterületek felé vezető feltételezett bombázó útvonalakra is számos SZ–75 létesítményt telepítettek. Az 1960-as évek közepére, nagyjából 1000 létesítmény létrehozása után a Szovjetunió felhagyott az SZ–75 rendszerek telepítésével.
A Szovjetunión kívül számos SZ–75 egységet vezényeltek az 1960-as években Kelet-Németországban állomásozó szovjet csapatok védelmére. Később ezt a rendszert adták el a legtöbb Varsói Szerződés tagországnak, továbbá Kínának, Észak-Koreának, majd végül Észak-Vietnámnak.

### Bevetése

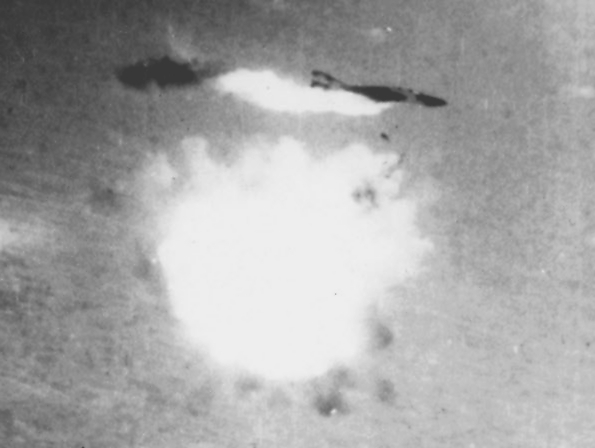
Egy F–4 Phantom vadászgépet eltalál egy V–750 rakéta Vietnám felett (1969)

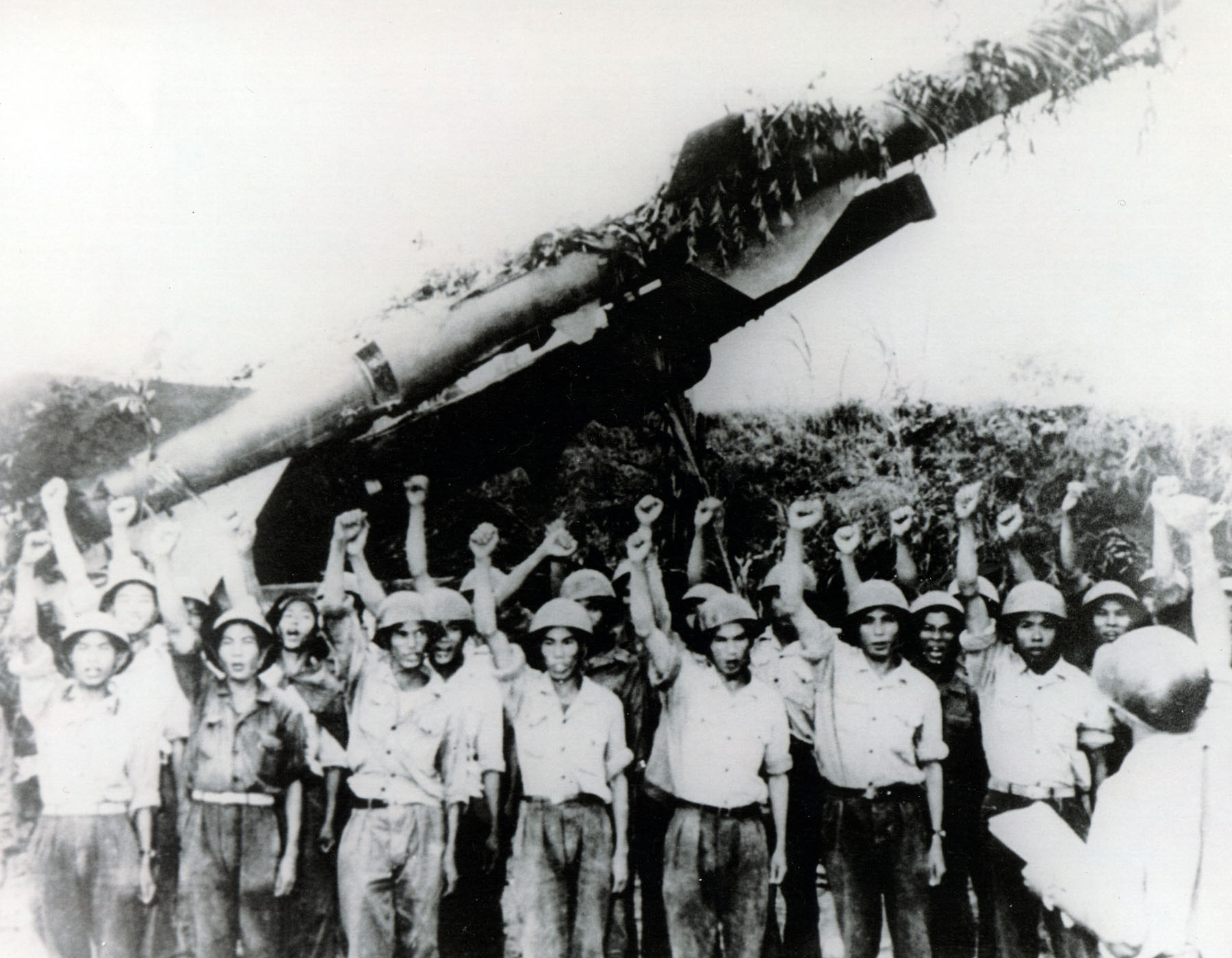
Észak-vietnámi SZ–75 kezelőszemélyzet (1960-as évek)

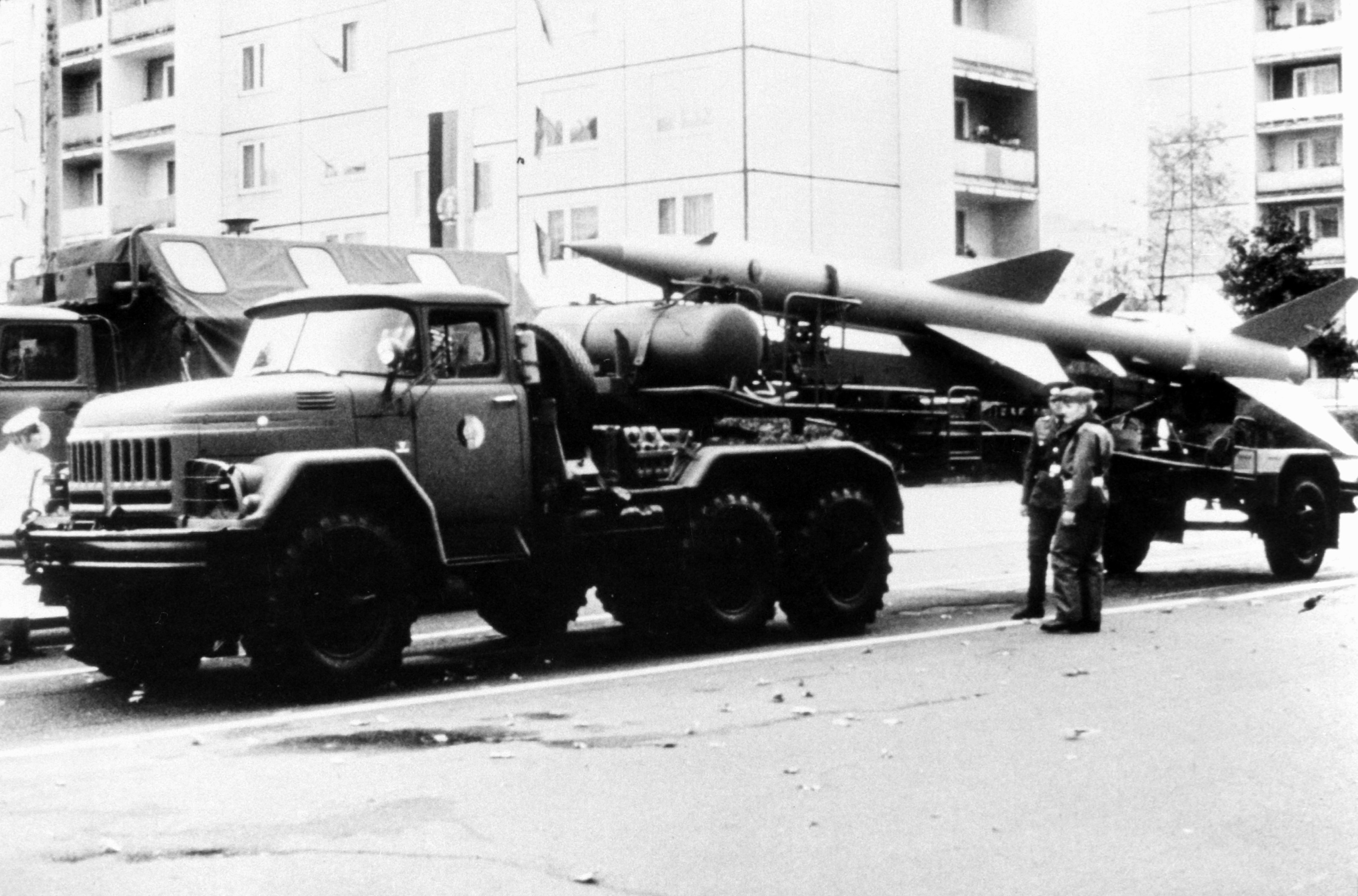
Az SZ–75 légvédelmi rendszer V–750 rakétája szállítás közben, a keletnémet hadsereg Zil–131 teherautójának utánfutóján (1983)

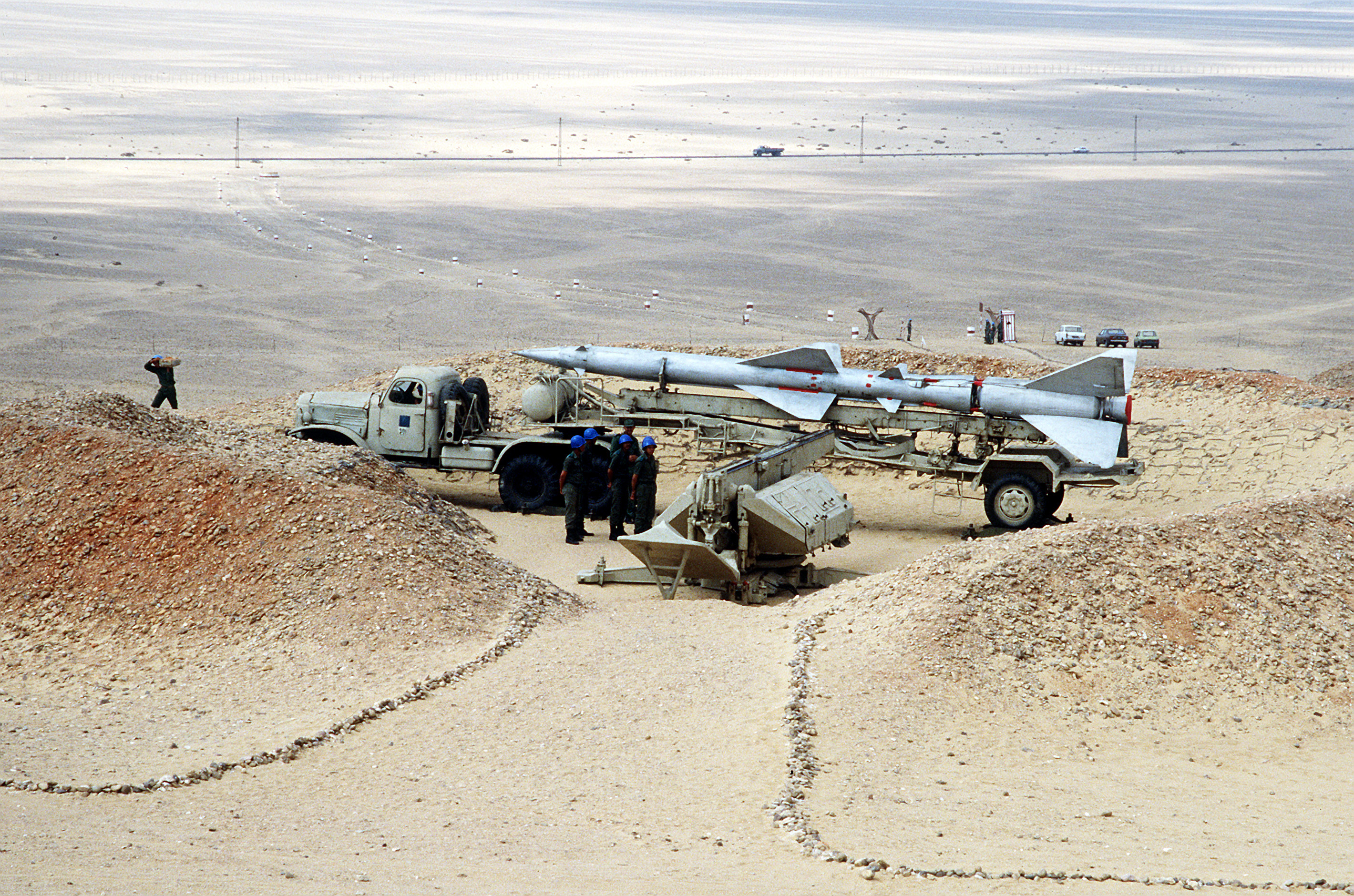
Egyiptomi rakétatelepítés 1985-ben.

Bár Francis Gary Powers U–2-ének 1960-as lelövése volt az SZ–75 első nyilvános győzelme, korábban már sikerrel járt egy tajvani RB–57 felderítő repülőgép ellen. A gépet egy kínai üzemeltetésű SZ–75 egység Peking közelében lőtte le 1959. október 7-én. Az elkövetkező években a tajvani légierő számos repülőgépét lőtték le SZ–75 rakétákkal, többek között U–2 és RB–57 felderítőgépeket, valamint távirányított, pilóta nélküli repülőgépeket is. 1960. május 1-jén Gary Powers U–2-jét aközben lőtték le, hogy az átrepült a Szverdlovszk közelében található rakétakísérleti telep felett, bár egyes beszámolók szerint 14 rakétát kellett indítani ahhoz, hogy elérjék a magasan repülő gépet.
A kubai rakétaválság során, 1962 októberében egy SZ–75 Kuba felett lelőtte Rudolf Anderson őrnagy U–2-ét, aki posztumusz jelleggel megkapta az első Air Force Cross kitüntetést.
1965-ben Észak-Vietnám segítséget kért az amerikai légifölénnyel szemben, amellyel szemben az ország akkor lényegében védtelen volt. Némi vitát követően megállapodás született arról, hogy az észak-vietnámi hadsereget felszerelik SZ–75 rakétákkal, de a döntést azért nem tudták könnyen meghozni, mivel így jelentősen nőtt annak esélye, hogy egy rakéta amerikai kezekbe kerülhet. A rakétaindítási pontok előkészítése az év elején kezdődött, az amerikaiak 1965. április 5-én szereztek tudomást az épülő rakétás légvédelmi rendszerről. Bár a bevetést tervezők azonnal meg szerették volna támadni a légvédelmi létesítményeket, mielőtt még azokat befejezik és hadrendbe állítják, a támadást a politikai vezetők attól tartva utasították el, hogy annak szovjet műszaki személyzet is áldozatává válhat.
1965. július 23-án a amerikai haditengerészet F–4B vadászbombázóját SZ–75 rakétával lőtték le. Az amerikaiak válaszul három nappal később megkezdték az Iron Hand hadműveletet, amelynek célja az összes többi telep üzembe helyezés előtti megtámadása volt. A legtöbb SZ–75 telepet a Hanoi–Haiphong területen létesítették, amelyeket, a helyi repülőterekkel együtt, politikai okokból tilos volt megtámadni. Lyndon B. Johnson amerikai elnök az amerikai televízióban bejelentette, hogy az összes többi telepet az elkövetkező héten meg fogják támadni. A vietnámiak elrejtették a rakétákat és a helyükbe csalikat helyeztek el, továbbá a támadási útvonalakra telepítették az összes rendelkezésre álló légvédelmi ágyújukat. A taktika bevált, az amerikaiak jelentős veszteségeket szenvedtek.
A légvédelmi rendszert az egész világon széles körben használták, különösen a Közel-Keleten, ahol Egyiptom és Szíria használta a rendszert az izraeli légierővel szemben. Az izraeli repülőgép-veszteségek nagy része a légvédelmi hálózatnak tudható be. Az SZ–75 rendszer utolsó sikere a grúz-abház háború során történt, amikor a grúz rakéták lelőttek egy orosz Szu–27 vadászgépet Sroma település közelében 1993. március 19-én.

### Zavarás és zavarásgátlás
A rendszer észak-vietnámi bevezetését követő években az Egyesült Államok számos megoldással állt elő az SZ–75 által felvetett kérdésekre. A haditengerészet hadrendbe állította a Shrike lokátorromboló rakétát, 1965 októberében pedig végrehajtották az első légelhárító rakétaüteg elleni támadást. A légierő az RB–66 Destroyer felderítőgépeire erőteljes zavaróberendezéseket telepített, amelyek elvakították az előrejelző radarokat, valamint kifejlesztette a kisebb, vadászgépekre szerelhető zavarókonténereket. A későbbi fejlemények közé sorolható a zavarókonténerekkel és egyéb zavarórendszerekkel felszerelt Wild Weasel repülőgépek, amelyeket kifejezetten a légvédelmi radarok megzavarására majd Shrike rakétákkal való megsemmisítésére készítettek.
A szovjetek és a vietnámiak azonban képesek voltak néhány ilyen taktikához alkalmazkodni. A Szovjetunió többszörösen is továbbfejlesztette a radarrendszereket, hogy azok ellenállóképesebbé váljanak a zavarással szemben. Ezen túl a rakétákat felkészítették passzív önirányító módra is, amelynél a rakéta magát a zavaró jeladót volt képes befogni. Ez azzal a további előnnyel járt, hogy a radart nem kellett bekapcsolni, így azok a radarelhárító Shrike rakéták számára sem jelentettek célt. Számos egyéb, Shrike-ellenes új taktikát is kidolgoztak. Az egyik az volt, hogy radarnyalábot oldalra kitérítve kapcsolták ki viszonylag rövid időre. Mivel a Shrike egy viszonylag kezdetleges lokátorromboló rakéta volt, az oldalirányba kitérített nyalábot a radartól távolodva követte, majd a jel elvesztése, a radar kikapcsolása után egyszerűen lezuhant. Egy másik trükk a hamis indítás volt, amikor a radart célkövető módra állították, de nem indítottak rakétát. Ilyenkor a rakétakezelő személyzet megállapíthatta, hogy a céltárgy indított-e Shrike rakétát. Amennyiben igen, akkor azt a fenti technikával, rakéták feláldozása nélkül tudták semlegesíteni.
Mindezek ellenére az USA képes volt arra, hogy a B–52E modellekre hatékony zavaróberendezéseket telepítsen. Ezek a gépek képesek voltak jelentősebb veszteségek nélküli Hanoi elleni támadásokra (bár ezek a veszteségek egy bizonyos szempontból továbbra is jelentősnek bizonyultak, lásd Linebacker II hadművelet).

### Leváltása
A szovjet légvédelem az 1980-as években megkezdte az SZ–75 lecserélését a nagyságrendekkel modernebb SZ–300 rendszerekkel. Ma már a 4600 rakétából csak néhány száz darab maradt orosz hadrendben, amelyek 1993-ban még átestek egy modernizációs programon.
Az SZ–75-öt továbbra is a széles körben használják világszerte, összesen 35 országban található változó bevethetőségi állapotban. Vietnámban és Egyiptomban 280 rakéta, Észak-Koreában 270, Lengyelországban 240 rakéta található hadrendben. A kínaiak HQ–2 néven, viszonylag nagy számban rendszeresítették az SZ–75 modernizált változatát.

## Jellemzői

### Szovjet típusú telepítése

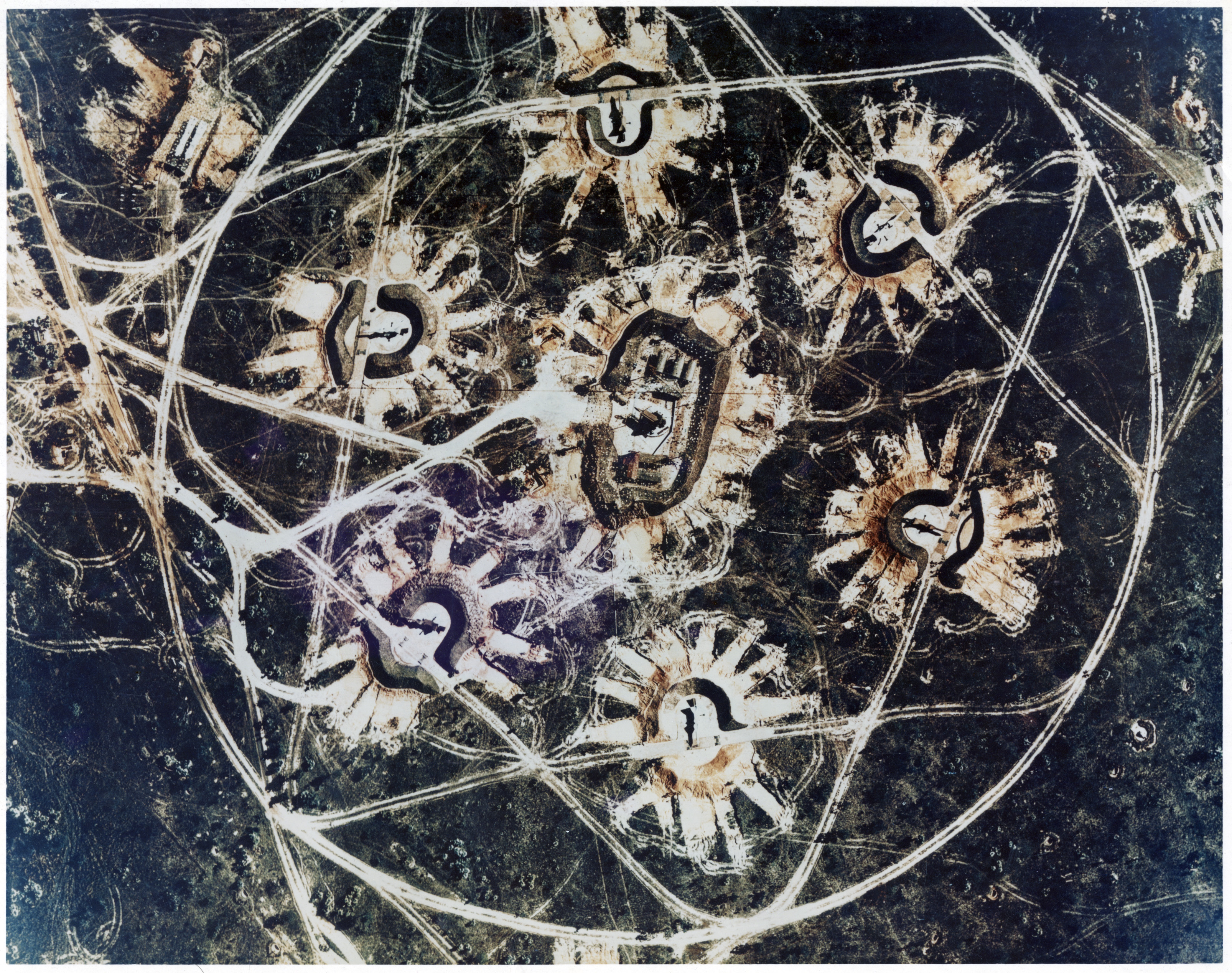
SZ–75 Dvina üteg a kubai rakétaválság idején

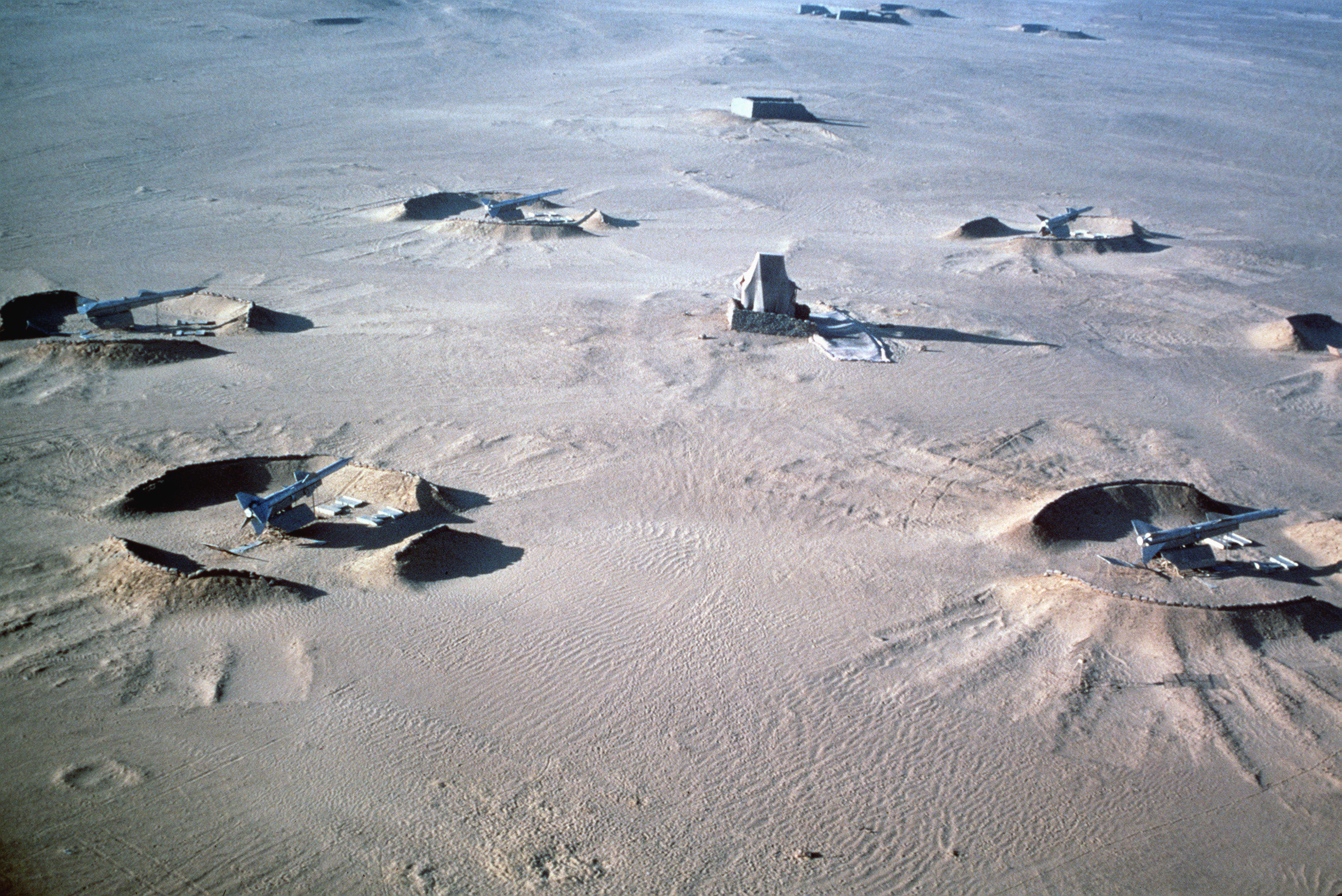
Sivatagi telepítésű SZ–75 Gyeszna üteg (1981)

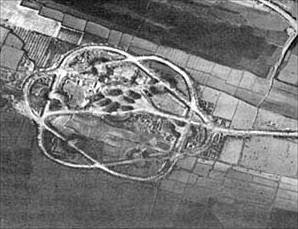
Észak-vietnámi SZ–75 Dvina üteg. Jól megfigyelhető a tipikus, hatszögletű minta, amelyet a levegőből könnyű volt észrevenni, ezért a vietnámiak később elvetették ezt az elrendezést.

A Szovjetunió egy meglehetősen egységes szervezeti felépítést alkalmazott az SZ–75 egységek esetében. Más, SZ–75-öt alkalmazó országok esetében ez a struktúra eltérő lehet, de jellemzően egy három zászlóaljból szervezett ezredből áll. Az ezredparancsnokság vezényli a távolfelderítő lokátorokat és hangolja össze a zászlóaljak tevékenységét. A zászlóaljak számos rakétaindító ütegből, valamint ezek felderítő és célvezető lokátoraiból áll.

### Telepítési terve
Mindegyik zászlóalj (Magyarországon harci osztály) általában hat félig rögzített, egymástól 60-100 méterre található, egyetlen irányítósínre szerelt V–750 rakétából áll, amelyeket egy hatszögletű minta alapján telepítenek, középen a radarokkal és az irányítórendszerekkel. A telepítés jellegzetes hatszögű formáját a légifotókon könnyen fel lehetett ismerni. Jellemzően hat tartalékrakétát pótkocsin tároltak az alakzat középpontjának közelében. A hat indítóállványból három állványon volt éles rakéta első lépcsős harci osztály esetén, alap másodfokban. Riasztás esetén dízel vagy elektromos erőforrás használatával 6-8 perc alatt elérték az elsőfokú harckészültséget. Egy célra általában 2-3 rakétát indítanak.

### Rakétája
A V–750 egy kétfokozatú rakéta, amelynek első fokozata a szilárd tüzelőanyagú gyorsítórakéta (PRD), második fokozata pedig a folyékony tüzelőanyagú hajtóművel (ZSRD) ellátott utazó rész. Utóbbinál az AK-20K "Melanzs" oxidálószer (O anyag) és TG-02 "Szamin" nevű üzemanyag (G anyag) beporlasztásos elegye öngyulladással biztosítja a megfelelő tolóerőt. A gyorsítórakéta 4-5 másodpercig üzemel (ez idő alatt a rakéta irányítatlan, ballisztikus pályán halad), majd a ZSRD beindulása után leválik. A ZSRD üzemideje nagyjából 22 másodperc, ekkorra a rakéta eléri a 3 Mach körüli sebességet. Az első fokozaton négy nagy stabilizátor (deltaszárny) található, amelyek a kezdeti irányítatlan szakaszban stabilizálják a rakéta hossztengely körüli forgását. A második fokozaton hátul a kisebb méretű kormánylapátok, középen a nagyobb szárnyak, elöl pedig destabilizátorok helyezkednek el. A rakéta mozgáskoordinációjáért giroszkóp felel, ami a rakéta felkészítés (indítás előtti állapot) pillanatában pörög fel (ez a később viszonyítási alap), a manőverezést pedig a ~270-350 Bar nyomásra (hőmérséklettől függően) feltöltött gömbtartályból nyert levegővel pneumatikus motorok biztosítják. A fedélzeti elektronika energia ellátását zselés akkumulátor biztosítja.
A rakétákat a rakétaindító ütegnél található számítógép rádióadásával vezérlik a három vezérlő rádiócsatorna egyikén. A korábbi SZ–75 rakéták két pár (négy darab), kisebb antennából álló vevőrendszeren keresztül vették az irányítási parancsokat, majd a Dn változattal áttértek a nagyobb méretű szalagvezeték-antennák használatára. Létezett ún. K1, K2-es parancs, ezek az irányítást vezérelték (1-3 és 2-4 kormánylapátokat) és a destabilizátorok mögött elhelyezkedő antennák érzékeltek, valamint K3 parancs, ami a rádiógyújtót aktiválta. Kiadásakor a destabilizátorok előtt elhelyezett antennapár megkezdte a sugárzást és vételt. A visszaverődött impulzusok megfelelő gyakorisága biztosította a közelségi robbantást. Az SZ–75 irányító rendszere egy időben egy célt képes kezelni, de ugyanarra a célra egyidejűleg három rakéta is indítható 6 másodperces időközökkel.
A rakétát jellemzően 195 kg-os, két detonátoros repeszes harci résszel szerelik fel. Ezek közelségi vagy távirányításos gyújtással hozhatók működésbe.A két detonátor eltérő élesítése, attól függően hogy közeledő vagy távolodó volt a cél, lehetővé tette a modernebb V755-ös rakétánál (a K4-s parancs kiadása), hogy repeszek szórási diagramja megváltozzon. A megsemmisítési zóna kis magasságon, nagyjából egy 65 m átmérőjű gömb, ami magasabb, ritkább levegőben akár 250 m átmérőjű is lehet. A rakéta elméleti találati pontossága 75 m. A cél leküzdésére ezért egy hullámban jellemzően két rakétát indítottak. A rakéta SA–2E NATO-kódjelű változatára 295 kg-os robbantó fejet szereltek, amely lehetett hagyományos robbanószer, illetve egy hasonló tömegű, 15 kilotonnás nukleáris robbanófej.
A rakéta általános hatótávolsága nagyjából 45 km, maximális magassága nagyjából 20 000 m. A radar- és irányító rendszernek köszönhetően az élesítési magasság nagyjából 500 méter volt, így a rakétát alacsonyan repülő célok ellen is be lehetett vetni.
A későbbi fejlesztések eredményeként (Volhov), a passzív hatótávolság 56 km-re, a maximálisan elérhető magasság 35 km-re nőtt és akár földfelszíni (csapatösszevonások), vagy víz felszíni célok ellen is bevethetők lettek.

#### A V–750 változatai

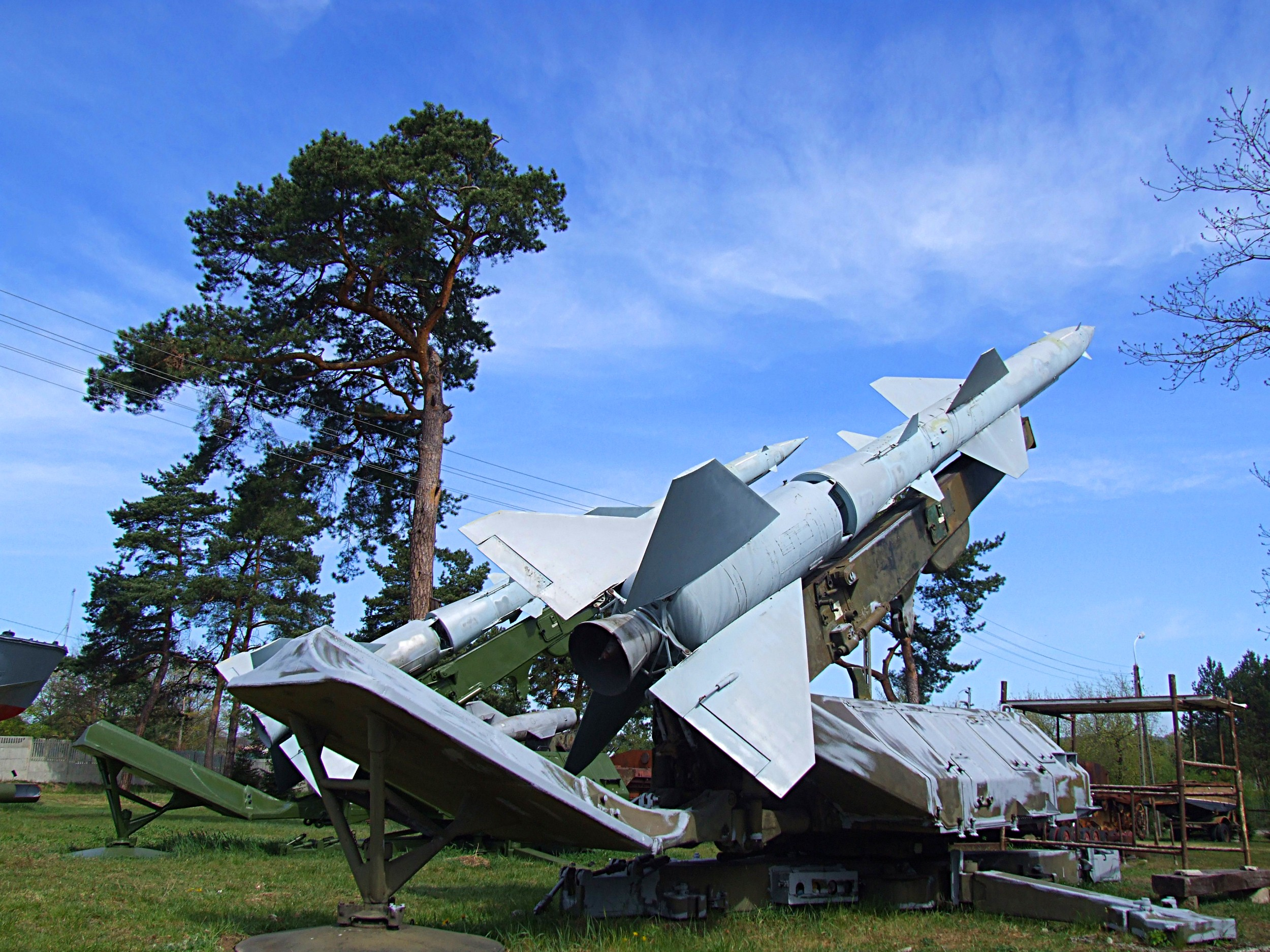
V–750 rakéta a lengyelországi Skarżysko-Kamienna-i Fehér Sas múzeumban

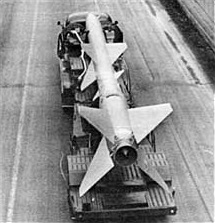
V–750 rakéta szállítás közben

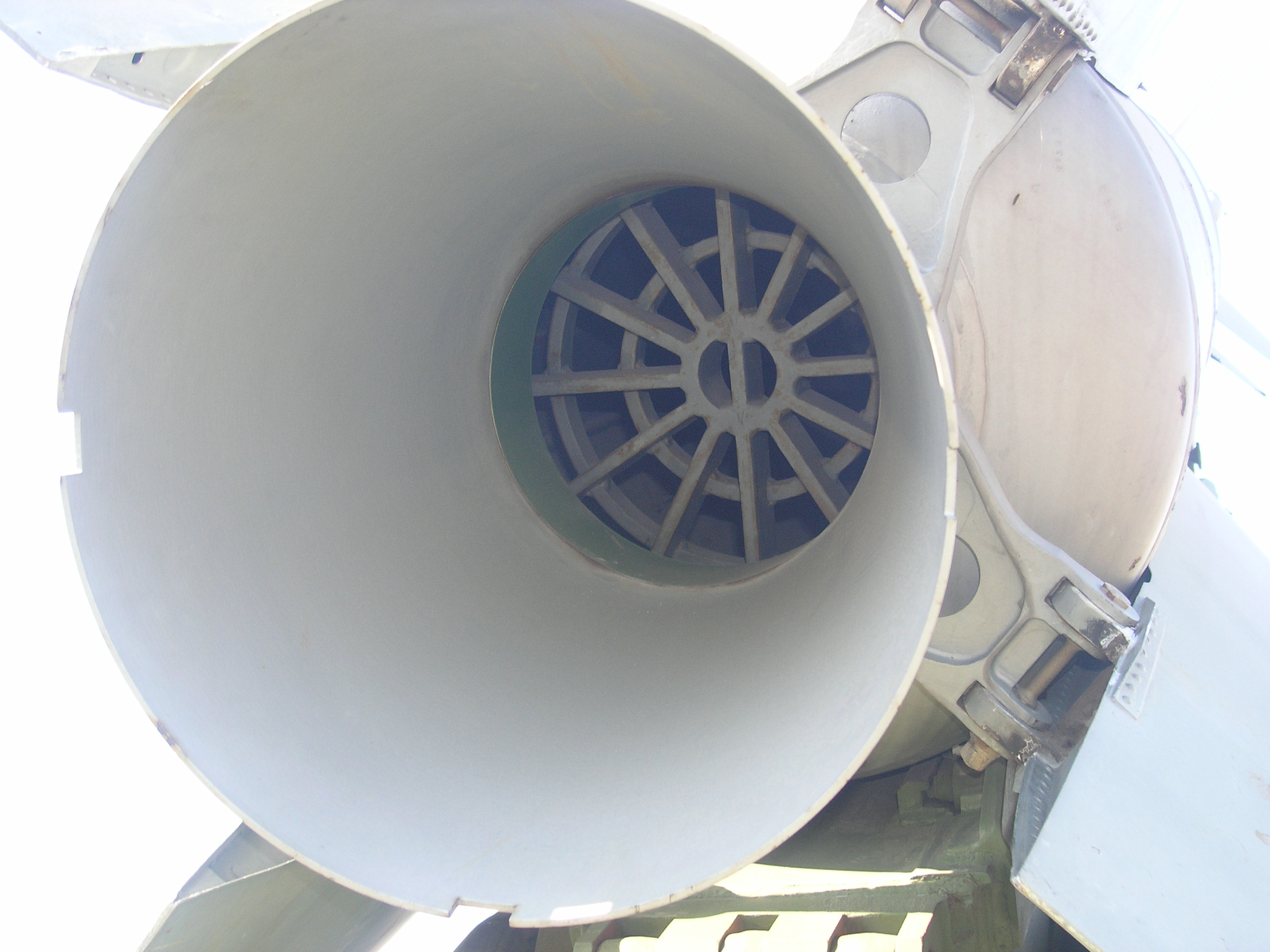
V–750 rakéta fúvókája az oroszországi togliatti-i műszaki múzeumból

| Rakéta         | Gyártási kód | Jellemzők |
| -------------- | ------------ | --- |
| V–750          | 1D           | Céltartomány 7–29 km, célmagasság 3000-23 000 m |
| V–750V         | 11D          | Céltartomány 7–29 km, célmagasság 3000-25 000 m. Súly 2163 kg, hossza 10 726 mm, robbanófej súlya 190 kg, átmérője 500/654 mm                            |
| V–750VK        | 11D          | Korszerűsített rakéta |
| V–750VM        | 11DM         | Zavarókonténeres célok leküzdésére |
| V–750VM        | 11DU         | Korszerűsített rakéta |
| V–750VM        | 11DА         | Korszerűsített rakéta |
| V–750m         | 20ТD         | Nincs konkrét információ |
| V–750SZM       | -            | Nincs konkrét információ |
| V–750VN        | 13D          | Céltartomány 7 - 29/34 km, célmagasság 3000 - 25 000 / 27 000 m, hossza 10 841 mm                                                                        |
| -              | 13DА         | Új robbanófej, súlya 191 kg |
| V–750АK        | -            | Nincs konkrét információ |
| V–753          | 13DM         | Haditengerészeti légelhárító rendszer M–2 Volkhov–M (NATO-kód SA–N–2 Guideline)                                                                          |
| V–755          | 20D          | Céltartomány 7–43 km, célmagasság 3000-30 000 m, súly 2360–2396 kg, hossza 10 778 mm, robbanófej súlya 196 kg                                            |
| V–755          | 20DP         | Passzív önirányítás, céltartomány 7–45 km aktív módban, 56 km passzív módban, célmagasság 300-30 000 m (35 000 m)                                        |
| V–755          | 20DА         | Lejárt garanciaidejű rakéta, átalakítva 20DSZ-re |
| V–755OV        | 20DO         | Levegő mintavevő rakéta |
| V–755U         | 20DSZ        | Alacsony magasságon (200 m alatt) repülő célok leküzdésére kialakított rakéta. Célmagasság 100 - 30 000 / 35 000 m                                       |
| V–755U         | 20DSZU       | Alacsony magasságon (200 m alatt) repülő célok leküzdésére kialakított rakéta, lerövidített tűz-előkészítési idővel. Célmagasság 100 - 30 000 / 35 000 m |
| V–755U         | 20DU         | Lerövidített tűz-előkészítési idejű rakéta |
| V–759          | 5Ja23 (5V23) | Céltartomány 6–56 km (illetve 60 vagy 66 km), célmagasság 100 - 3 0000 / 35000 m. Súlya 2406 kg, hossza 10 806 mm, robbanófej súlya 197–201 kg           |
| V–760          | 15D          | Rakéta nukleáris robbanófejjel |
| V–760V         | 5V29         | Rakéta nukleáris robbanófejjel |
| V–750IR        | -            | Rakéta rádiós gyújtással |
| V–750N         | -            | Tesztrakéta |
| V–750P         | -            | Kísérleti rakéta - forgatás szárnyakkal |
| V–751          | KM           | Kísérleti rakéta - repülő laboratórium |
| V–752          | -            | Kísérleti rakéta - oldalsó gyorsítórakétákkal |
| V–754          | -            | Kísérleti rakéta - félaktív önirányítással |
| V–757          | 17D          | Kísérleti rakéta - szuperszonikus sebességű torlósugárral                                                                                                |
| -              | 18D          | Kísérleti rakéta - szuperszonikus sebességű torlósugárral                                                                                                |
| V–757Kr        | 3M10         | Kísérleti rakéta - 2K11 Krug (SA–4 Ganef) változat |
| V–758 (5 JaGG) | 22D          | Kísérleti rakéta - háromlépcsős rakéta. Súlya 3200 kg, sebessége 4,8 Mach                                                                                |
| Korsun         | -            | Célrakéta |
| RM–75MV        | -            | Kis magasságú célrakéta |
| RM–75V         | -            | Nagy magasságú célrakéta |
| Szinica–23     | 5Ja23        | Célrakéta |

### Radarja

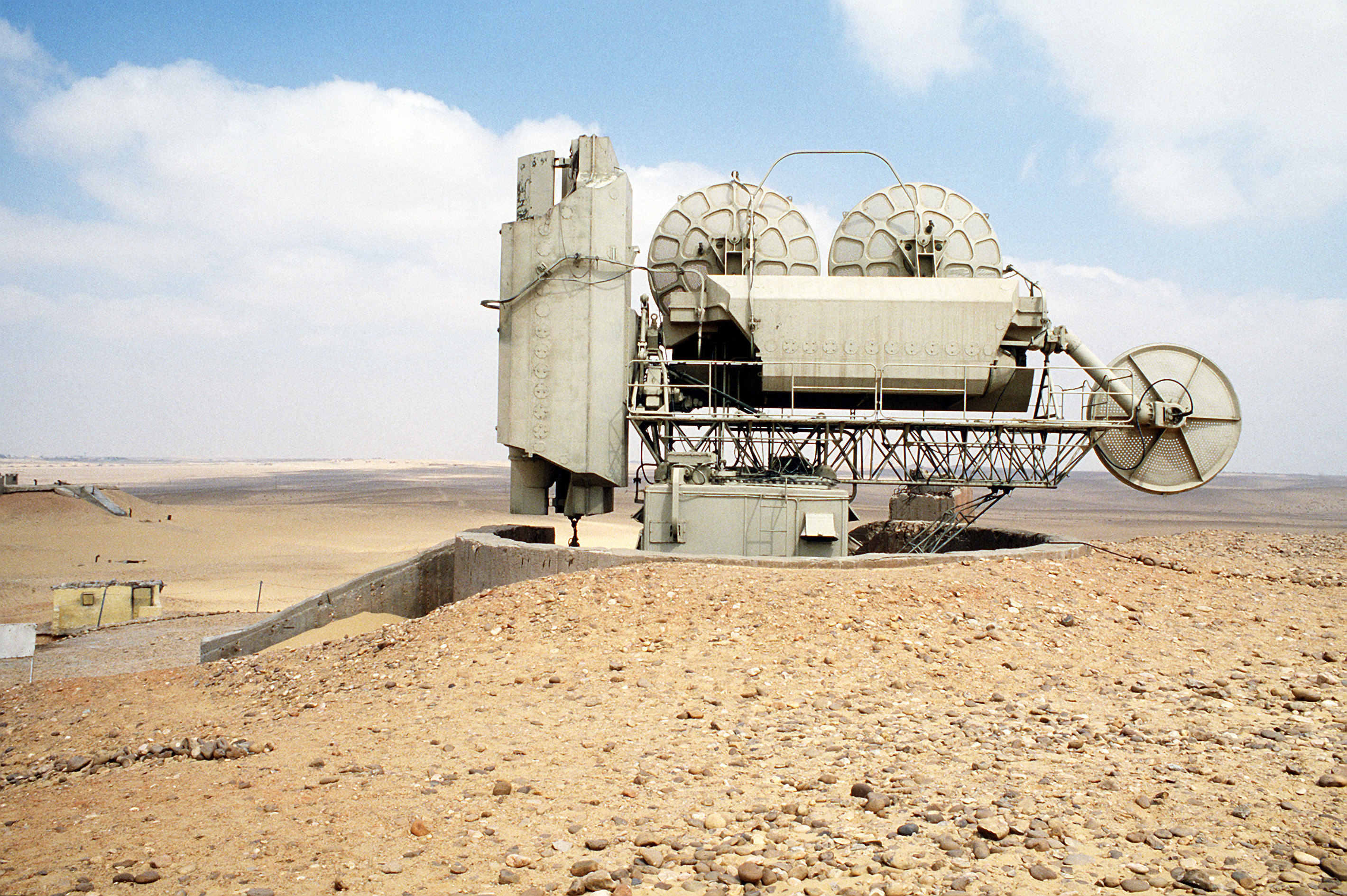
Fix telepítésű egyiptomi SZNR–75 (Fan Song) tűzvezetési radar (1985)

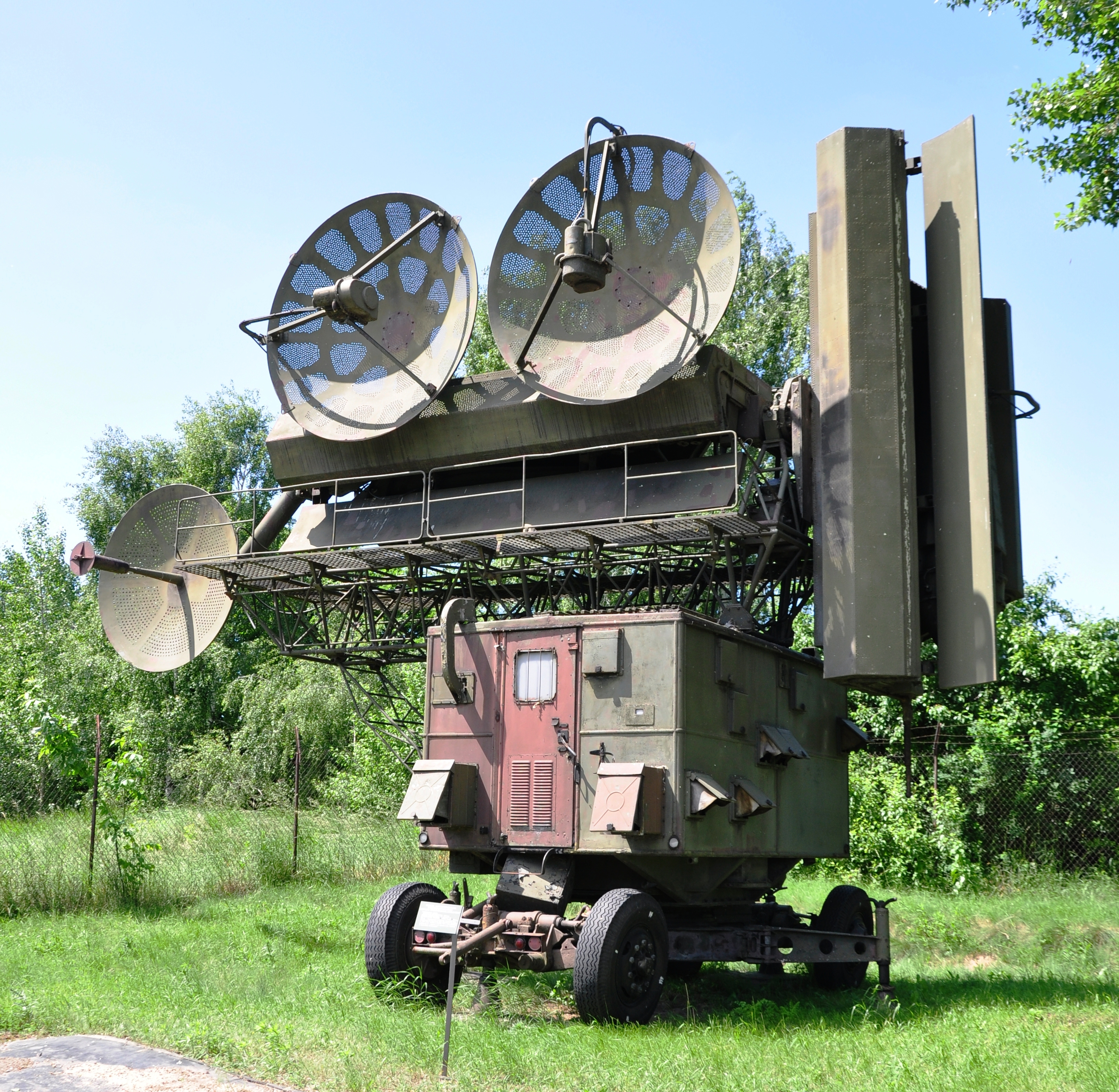
Mobil lengyel SZNR–75 (Fan Song) tűzvezető rádiólokátor. Balol dalon a P–15/RPK rakétavezérlő adó, mellette fenn baloldalt a P–14 azimutradar, jobbra fenn a P–13 magasságradar. Jobboldalt a P–11 magasságradar hosszú függőleges antennája. Egyes telepítéseknél a P–13 és a P–11 között található az optikai kereső erős zavarás esetére.

Az SZ–75 általában a P-18 (Spoon Rest NATO-kódnevű) távfelderítő radart használja, hatótávolsága 275 km. A Spoon Rest által felderített célok befogását az SZNR–75 (NATO-kód: Fan Song) radar veszi át. Ezek a 65 km észlelési távolságot biztosító radarok pontosítják a cél helyét, magasságát és sebességét. A Fan Song rendszer két különböző frekvencián üzemelő antennából áll, amelyből a P–13 a magasságot, a P–14 az irányszöget határozza meg. Az ezredparancsnokságon is található általában egy Spoon Rest, valamint egy P-15 (Flat Face)  távfelderítő, C-sávos és egy PRV-11 (Side Net) magasság-kereső radar. A radarokból származó információkat az ezredből a zászlóalj Spoon Rest radarkezelőihez küldik, akik így összehangolják a cél keresését. A korábbi SZ–75 változatok a Knife Rest célkereső radart használták. Ezt a szovjeteknél lecserélték, de egyes régebbi létesítményeknél még üzemel.

### Fő változatai
A rendszer modernizálások általában újabb rakétákat, radarokat és operátori konzolokat jelentettek. Általában a rakétamodernizálások megkövetelték a többi részegység modernizálását is, hogy azok képesek legyenek kihasználni a rakéta megnövekedett képességeit. Ezért egy új SZ–75 variáns általában újabb radarral párosult, amely megfelelt a rakéta nagyobb hatótávolságának és célleküzdési magasságának.
- SZA–75 Dvina, SA–2A (Двина - Dvina) Fan Song–A célvezető radar és a V–750 vagy a V–750V rakéták. Első telepítése 1957. Az első és a második fokozat összesen 10,6 m hosszú, az első fokozat átmérője 0,65 m, a másodiké 0,5 m. Kilövési tömege 2287 kg. A rakéta maximális hatótávolsága 30 km, de legalább 8 km, a cél magassága 450 és 25 000 m közötti.
- SZ–75M–2 Volhov–M, SA–N–2A, (Волхов - Volhov) A Dvina haditengerészeti változata, a Dzserzsinszki Szverdlov-osztályú cirkálóra telepítve. Általában sikertelen verziónak tekintik, más hajóra nem is rendszeresítették.
- SZ–75 Gyeszna, SA–2B, (Десна - Gyeszna) Korszerűsített Fan Song–B radar, V–750VK és 750VN rakéták. Második, 1959-ben rendszeresített változat változat. A nagyobb teljesítményű első, gyorsító fokozat miatt a Dvina rakétáinál valamivel hosszabb rakéta: 10,8 m. A Gyeszna 500 m és 30 000 m közötti tartományban tudta leküzdeni a céltárgyat, maximum 34 km távolságra.

- SZ–75M Volhov, SA–2C. Továbbfejlesztett radar és rakéta: Fan Song–C és V–750M. Továbbfejlesztett Gyeszna, hadrendbe állítva 1961-ben. A V–750M külsőjében megegyezik a V–750VK/V–750VN rakétákkal, de jobb teljesítményt nyújtott. Hatótávolság 43 km, alacsonyabb minimális bevethetőségi magasság: 400 m.
- SA–2D. Fan Song–E radar és V–750SZM rakéták. A V–750SM jelentősen eltért az SA–2A / B / C változatitól, mivel új antennákkal, és egy hosszabb barometrikus orrszondával szerelték fel. Szintén más lett a hajtómű burkolata. A rakéta méreteiben és robbanófejében megegyezik az SA–2C változattal, de a súlya 2450 kg-ra nőtt. A maximális hatótávolság 43 km, a legkisebb hatótávolság 6 km, a célmagasság 250 és 25 000 m közötti. Jobb antennákkal javítottak a zavarásvédelmen, ezért a Fan Song–E radar át tudta égetni az erős zavarást.
- SA–2E: Fan Song–E radar és a V–750AK rakéták. A rakéta hasonlít az SA–2D modelljéhez, de a robbanófejről hiányzik a korábbi változat vezérsíkja. Az SA–2E 11,2 m hosszú, átmérője 0,5 méter, indítási súlya 2450 kg. A rakéta felszerelhető rádióvezérlésű, 15 kilotonnás nukleáris robbanófejjel vagy pedig egy 295 kg tömegű hagyományos, repeszromboló fejjel.
- SA–2F: Fan Song–F radar és a V–750SM rakéták. A vietnámi és a hatnapos háború alatt az erős zavarás teljesen semlegesítette az SA–2-t, ezért a létező rendszereket gyorsan új radarral bővítették, amely ellenállóbb volt a széles sávú szcintillációs zavarással szemben. A vezérlőrendszert felszerelték rádióstroboszkópos zavarógépek leküzdésére, valamint egy korlátozottan használható optikai célravezető rendszerrel is azokra az esetekre, amikor a zavarást nem lehet leküzdeni. Az SA–2F kifejlesztését 1968-ban kezdték el. Még ebben az évben megtörténtek az első szovjet telepítések, majd 1970-ben a vietnámi szállítások.
- SA–2 FC: Legújabb kínai verzió. Képes hat cél egyidejű nyomon követésére és 3 rakéta egyidejű vezérlésére.
- SZ–75M Volga (С-75М Волга - Volga) 1995-ös változat.

A legtöbb rendszeresítő ország számos változat alkatrészeit kombinálta, többek között harmadik fél által gyártott rakétarendszerekből vagy saját, belföldi gyártású alkatrészekből. Így az SZ–75 rendszernek számos változata létezik, amelyek általában a helyi igények kielégítésére készültek.

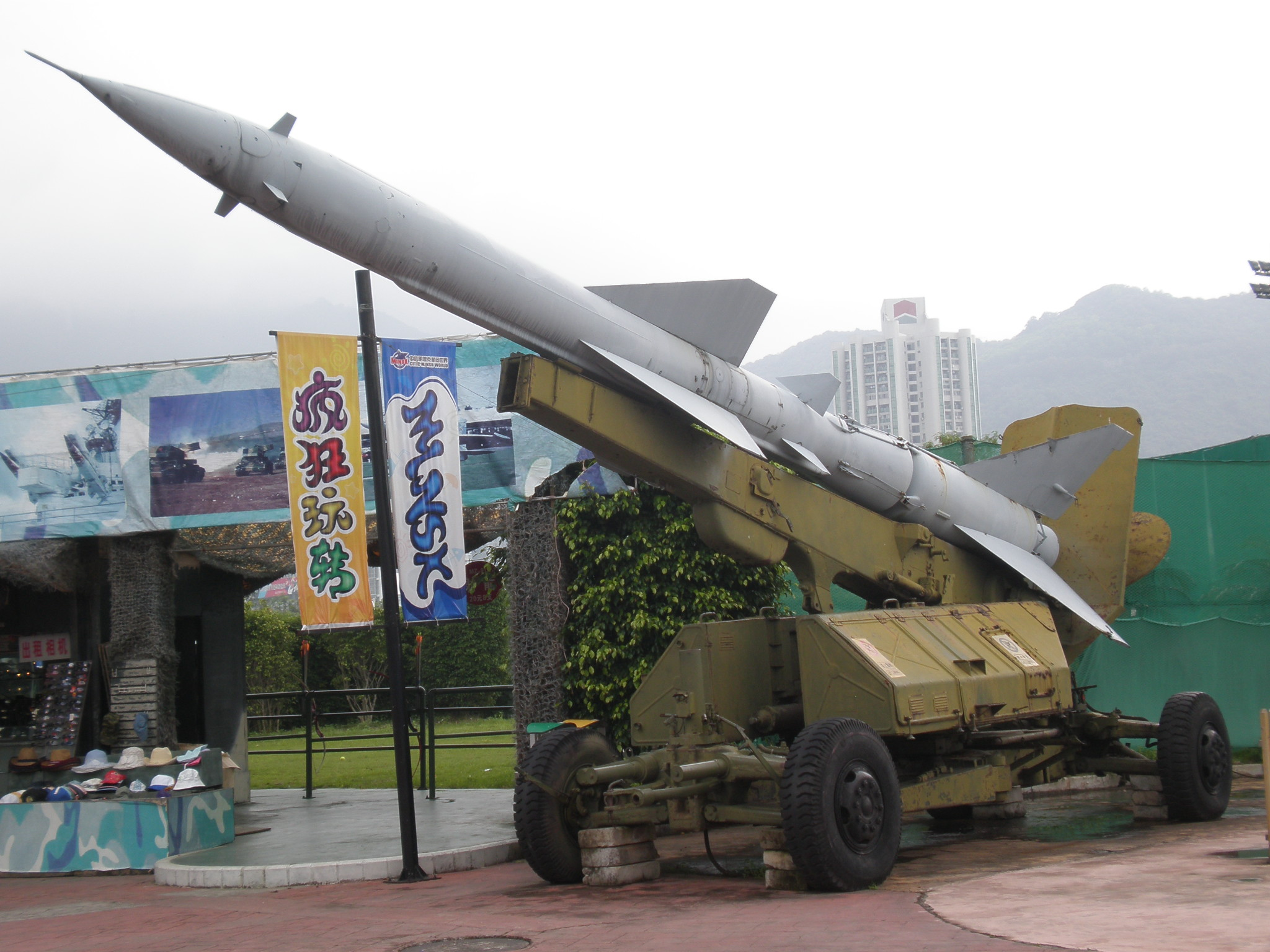
Kínai HQ–2 a senzeni Minsk Worldben

- HQ–1 (Hong Qi, vörös zászló): az SZ–75 kínai változata zavarásvédelmi elektronikával a tajvani légierő U–2-esein használt System–12 zavarórendszer leküzdésére.
- HQ–2: Továbbfejlesztett HQ–1 további zavarásvédelmi elektronikával, a tajvani System–13 zavarás leküzdésére. A HQ–2 korszerűsített változatai a mai napig is hadrendben állnak, a legújabb változat az SJ–202 fázisvezérelt radart használja, amely egy időben képes több, akár 115 km-re található cél követésére illetve 80 km-en belüli leküzdésére. Az SJ–202 multifunkciós radar bevezetésével megszűnt a több darabból álló, egyenként csak egy feladatra használható radarrendszer használata, és ezzel jelentősen megnőtt a HQ–2 légvédelmi rendszer hatékonysága.

## Üzemeltetői
Jelenlegi

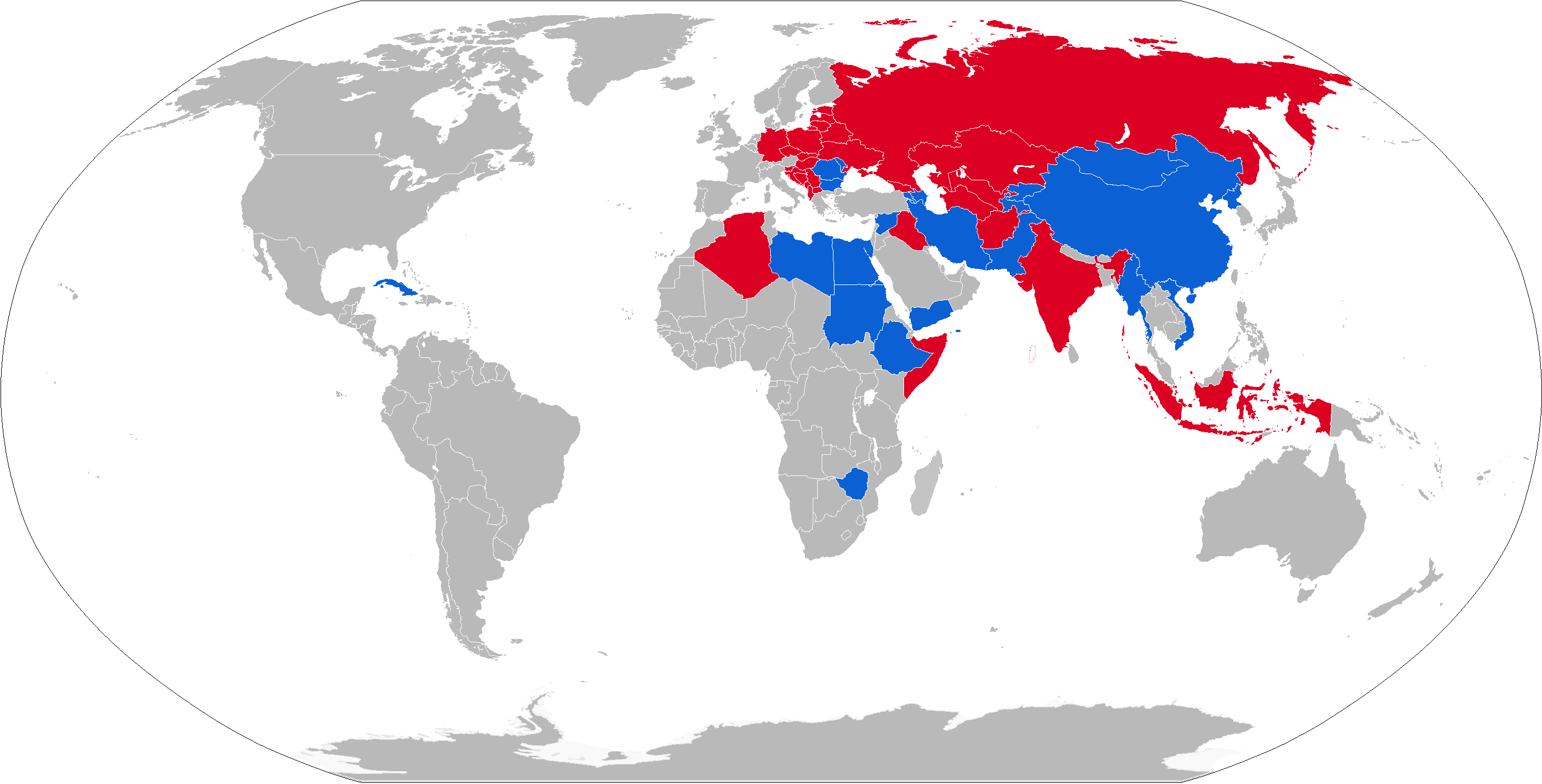
Az SZ–75 jelenlegi üzemeltetői, beleértve Oroszországot is

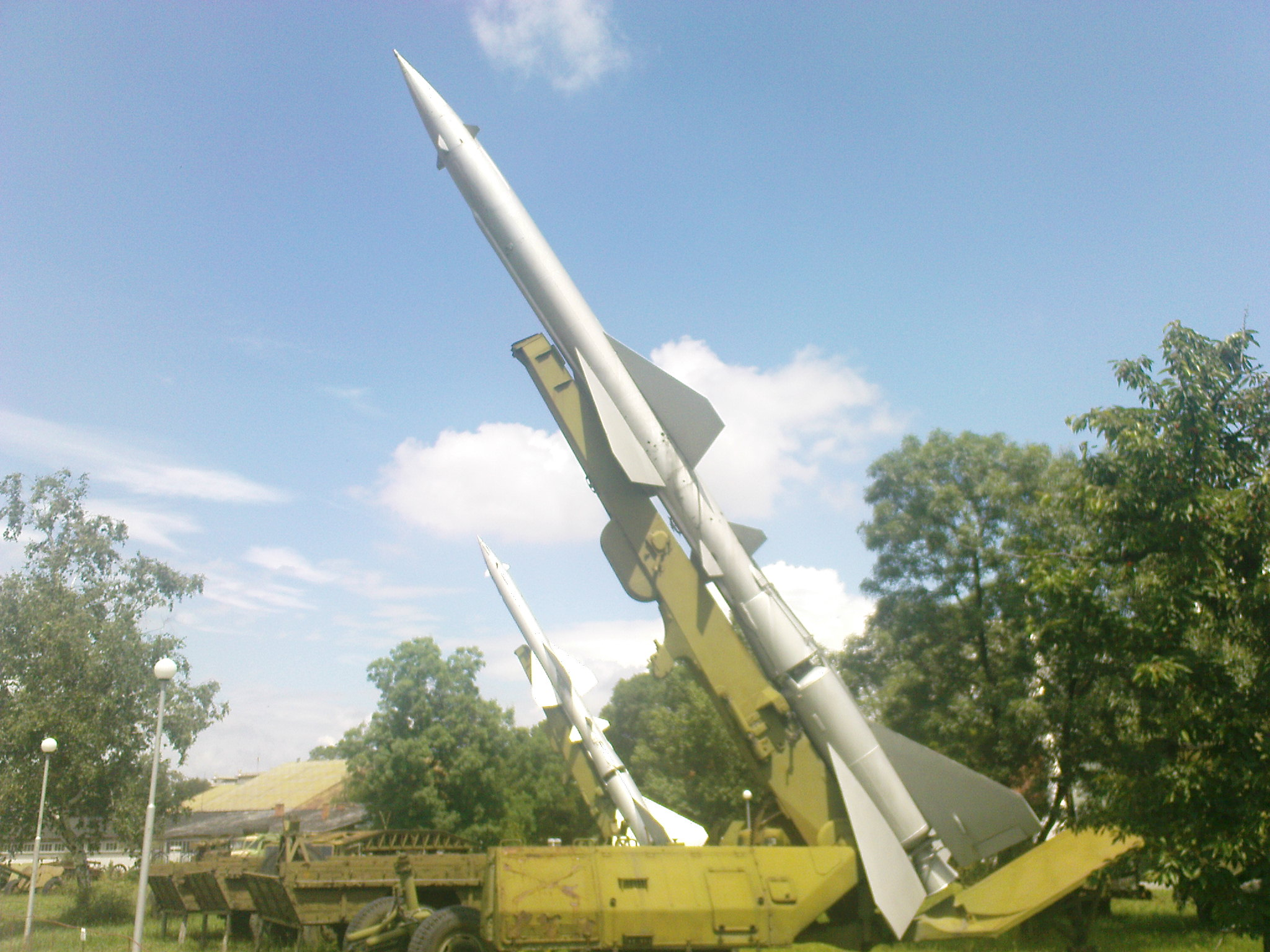
Egy pár V–750 rakéta

- Bulgária - 18, fokozatosan kivonásra kerül
- Egyiptom - 240, Tayer el-Sabah változat
- Észak-Korea - akár 270
- Irán - Akár 45 indítóállás, HQ–2J és a belföldi gyártású Szajjad–1.
- Jemen
- Kirgizisztán - néhány darab
- Kína
- Kuba
- Mongólia
- Mianmar
- Örményország - 250
- Pakisztán
- Románia
- Szomáliföld
- Szíria - 275
- Tádzsikisztán - néhány darab
- Vietnám
- Zimbabwe

Korábbi üzemeltetők
- Afganisztán
- Algéria
- Csehszlovákia - 23
- Grúzia
- Indonézia
- India
- Irak
- Jugoszlávia - utódállamoknak átadva
- Lengyelország
- Magyarország
- NDK
- Oroszország
- Szovjetunió - utódállamoknak átadva
- Szomália - Szomáliföldnek átadva

## Fordítás
Ez a szócikk részben vagy egészben  a   S-75 Dvina című angol Wikipédia-szócikk ezen változatának fordításán alapul.  Az eredeti cikk szerkesztőit annak laptörténete sorolja fel. Ez a jelzés csupán a megfogalmazás eredetét és a szerzői jogokat jelzi, nem szolgál a cikkben szereplő információk forrásmegjelöléseként.